# Asselbornite
La asselbornite è un minerale.